# Mołdawia w Konkursie Piosenki Eurowizji Junior
Mołdawia w Konkursie Piosenki Eurowizji Junior zadebiutowała w 2010 roku. Pierwszym reprezentantem był Ștefan Roșcovan z piosenką Ali Baba.

## Uczestnictwo
Mołdawia uczestniczyła w Konkursie Piosenki Eurowizji Junior w latach 2010–2013. Poniższa tabela uwzględnia wszystkich mołdawskich reprezentantów, tytuły konkursowych piosenek i języki w których były śpiewane oraz wyniki w poszczególnych latach.
| Rok                        | Artysta         | Piosenka       | Język               | Miejsce | Punkty |
| -------------------------- | --------------- | -------------- | ------------------- | ------- | ------ |
| 2010                       | Ștefan Roșcovan | „Ali Baba”     | rumuński, angielski | 8       | 54     |
| 2011                       | Lerika          | „No, no”       | rumuński, angielski | 6       | 78     |
| 2012                       | Denis Midone    | „Toate vor fi” | rumuński, angielski | 10      | 52     |
| 2013                       | Rafael Bobeica  | „Cum să fim”   | rumuński, angielski | 11      | 41     |
| Brak reprezentanta od 2014 |                 |                |                     |         |        |

Legenda:
     1 miejsce
     2 miejsce
     3 miejsce

## Historia głosowania (2010-2013)
Mołdawia dała najwięcej punktów dla:
| Miejsce | Państwo  | Punkty |
| ------- | -------- | ------ |
| 1       | Serbia   | 12     |
| 2       | Armenia  | 10     |
| 3       | Łotwa    | 8      |
| 4       | Rosja    | 7      |
| 5       | Białoruś | 6      |

Mołdawia dostała najwięcej punktów od:
| Miejsce | Państwo  | Punkty |
| ------- | -------- | ------ |
| 1       | Malta    | 10     |
| 2       | Armenia  | 7      |
| 3       | Belgia   | 6      |
| =       | Gruzja   | 6      |
| 4       | Rosja    | 5      |
| 5       | Białoruś | 2      |
| =       | Łotwa    | 2      |
| =       | Szwecja  | 2      |